# Ksenia Palkina
Ksenia Palkina (Chabarovsk, 13 dicembre 1989) è un'ex tennista kirghiza.

## Biografia
Vincitrice di undici titoli nel singolare e ventisette titoli nel doppio nel circuito ITF, il 23 marzo 2009 ha raggiunto la sua migliore posizione nel singolare WTA (numero 163º). Il 12 aprile 2010 ha raggiunto il miglior piazzamento mondiale nel doppio alla posizione n°164.
Nel 2011 ha partorito una bambina. Ritornata a giocare dopo la maternità, il 22 novembre 2019 è stata provvisoriamente sospesa dalla Tennis Integrity Unit e successivamente bandita per sedici anni dal tennis a causa di comportamenti scorretti nell'ambito delle scommesse sui risultati dei suoi incontri nel biennio 2018-2019.